# Xã Heth, Quận St. Francis, Arkansas
Xã Heth (tiếng Anh: Heth Township) là một xã thuộc quận St. Francis, tiểu bang Arkansas, Hoa Kỳ. Năm 2010, dân số của xã này là 576 người.